# Хаугъярви
Хаугъярви — озеро на территории Паданского сельского поселения Медвежьегорского района и Суккозерского сельского поселения Муезерского района Республики Карелии.

## Общие сведения
Площадь озера — 1,4 км². Располагается на высоте 168,6 метров над уровнем моря.
Форма озера лопастная, продолговатая: оно вытянуто с северо-запада на юго-восток. Берега каменисто-песчаные.
Через озеро протекает река Чёрная, протекающая выше через озеро Солодъярви и впадающая в реку Ломнезерку, впадающую в озеро Селецкое.
В озере расположен один небольшой остров без названия.
С запада, севера и востока от озера проходят просёлочная дорога, дорога местного значения и лесовозная дорога.
Код объекта в государственном водном реестре — 02020001111102000007314.